# Snelle antigeentest

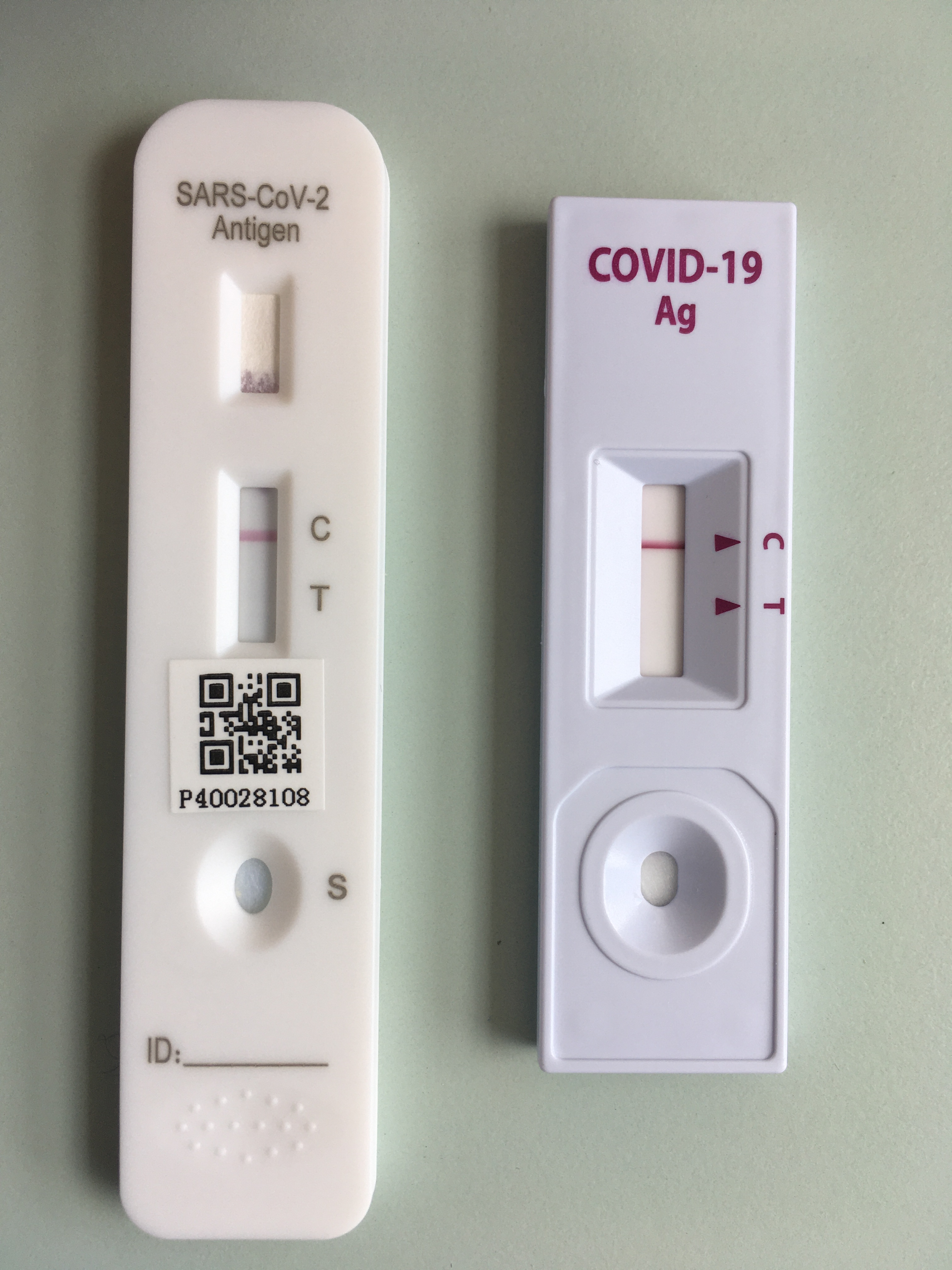
SARS-CoV-2-sneltests. Virale antigeendetectie lateral flow-tests

Een snelle antigeentest of antigeen-sneltest, Engels: rapid antigen test (RAT), is een snelle diagnosetest die geschikt is voor tests op de plaats van verzorging en waarbij de aan- of afwezigheid van een antigeen rechtstreeks wordt gedetecteerd. De test wordt onder andere gebruikt voor het opsporen van SARS-CoV-2, het virus dat COVID-19 veroorzaakt. Snelle tests zijn een type laterale flowtests die eiwitten opsporen, waardoor ze zich onderscheiden van andere medische tests die antilichamen (antilichaamtests) of nucleïnezuren (nucleïnezuurtests) opsporen, van laboratorium- of point-of-caretypen. Snelle tests geven over het algemeen een resultaat in 5 tot 30 minuten, vereisen een minimale opleiding, infrastructuur en zijn relatief voordelig.

## Toepassingen
Bekende voorbeelden van sneltesten zijn:
- COVID-19-antigeen-sneltests
- Snelle strep tests (voor streptokokken antigenen)[1]
- snelle influenzadiagnosetests (RIDT's) (voor influenzavirusantigenen)
- Malaria-antigeendetectietests (voor Plasmodium-antigenen)

### COVID-19-antigeen-sneltests
Snelle antigeentests worden ingezet voor het snel signaleren van infectie met COVID-19. Deze testen worden ook laterale flow-tests genoemd. De test geeft de gebruikers binnen 5-30 minuten een uitslag. Snelle antigeentests identificeren hoogpositieve individuen die op dat moment van de infectie het meest besmettelijk zijn en het virus potentieel onder een groot aantal andere mensen kunnen verspreiden. De snelle antigeentest detecteert ongeveer 60-70% van de besmette personen. Snelle antigeentests worden het best gebruikt als onderdeel van massale tests of screening op bevolkingsniveau.
Dit verschilt enigszins van andere vormen van COVID-19-diagnostiek zoals tragere en analytisch nauwkeurige PCR-test die over het algemeen worden beschouwd als een nuttige test voor het individu.

## Wetenschappelijke achtergrond en inzetbaarheid
Antigeentests en antilichaamstests, zoals dipstick IA's of fluorescentie immunoassays testen, zijn vaak gebaseerd op immunoassays (IA's) diagnostische testtechnologie. RAT is een immunochromatografische assay die visuele resultaten geeft die met het blote oog kunnen worden gezien. 
Rapid antigeen testen wordt beschouwd als een kwalitatieve test, maar een persoon met ervaring in Rapid diagnostic testen kan de resultaten gemakkelijk kwantificeren. Aangezien het een screening test betreft, moeten de resultaten, indien de gevoeligheid en specificiteit relatief laag zijn, geëvalueerd worden op basis van bevestigingstesten zoals PCR-testen of Western blot.
Een inherent voordeel van een antigeentest boven een antistoftest (zoals snelle hiv-tests met antilichaamdetectie) is dat het lichaamvreemde antigeen meteen aanwezig is in het lichaam bij de infectie, bij de besmetting. In tegenstelling tot antilichaamtest waarbij het immuunsysteem tijd nodig heeft om deze stoffen te ontwikkelen. Hoewel elke diagnostische test fout-negatieve resultaten kan opleveren, kan deze latentietijd bij antilichaamtests een bijzonder grote kans op fout-negatieve resultaten geven. De bijzonderheden hangen wel af van de ziekte en de test in kwestie. 
Een snelle antigeentest is een goedkope detectie techniek van enkele Euro's.